# Virginia Thrasher
Virginia Thrasher (nacida el 28 de febrero de 1997) es una deportista de tiro deportivo estadounidense que ganó una medalla de oro en el evento de carabina de aire a 10 metros femenino en los Juegos Olímpicos de Río de Janeiro 2016, siendo la primera medalla de oro de dichos juegos.

## Biografía
Thrasher nació en Rome, en el Estado de Nueva York, criándose en Springfield, Virginia. Se graduó en la escuela secundaria West Springfield en 2015. Es hija de Roger y Valerie Thrasher y tiene dos hermanos. Se encuentra estudiando ingeniería en la Universidad de Virginia Occidental.
Cuando era pequeña quería practicar patinaje artístico sobre hielo. Tras fracasar en su primer año de la escuela secundaria, cambió de deporte 2011 después de ir a cazar con su abuelo.
En 2016 compitió por primera vez en los Juegos Olímpicos. Al ganar el evento olímpico superó a dos tiradoras chinas, anteriores medallistas de oro Du Li y Yi Siling.